# Art Spiegelman
Art Spiegelman (født Itzhak Avraham ben Zeev den 15. februar 1948 i Stockholm) er en amerikansk tegneserietegner, som har medvirket i og promoveret et antal tidsskrifter. Han arbejder også som illustrator.
Spiegelman blev født i Stockholm; hans forældre var polskjødiske flygtninge. Han voksede op i Queens, New York og tog eksamen fra High School of Art and Design. Han er mest kendt i sin egenskab af forfatter af Maus, som gav ham Pulitzerprisen . Sammen med sin hustru Françoise Mouly grundlagde han i 1980 serieantologien Raw , som blev udgivet frem til 1991.
Han har også arbejdet for tyggegummiproducenten Topps, for hvilken han har skabt produkter som samlekortene Garbage Pail Kids. Han arbejdede også i ti år fra 1992 for avisen The New Yorker. I 2004 udgav han serien In the Shadow of No Towers, inspireret af 11. september-angrebene .
Han har, foruden den nævnte Pulitzerpris, vundet et antal priser, blandt andet Inkpot Award, Adamsonprisen, Urhunden og Eisnerprisen.